# Sphinx arestus
Sphinx arestus är en fjärilsart som beskrevs av Jordan 1931. Sphinx arestus ingår i släktet Sphinx och familjen svärmare. Inga underarter finns listade i Catalogue of Life.